# Farrokhshahr
Farrokhshahr (farsi فرخ شهر) è una città dello shahrestān di Shahr-e Kord, circoscrizione Centrale, nella provincia di Chahar Mahal e Bakhtiari. Si trova a poca distanza dal città di Shahr-e Kord, 12 km in direzione est.